# 小田中聰樹
小田中 聰樹（おだなか としき、1935年（昭和10年）7月20日 - 2023年（令和5年）6月9日）は、日本の法学者。専門は刑事訴訟法。学位は、法学博士（東京大学・論文博士・1978年、学位論文「刑事訴訟法の歴史的分析」）。東北大学名誉教授。岩手県盛岡市生まれ。

## 略歴

### 学歴
- 1954年（昭和29年）3月：岩手県立盛岡第一高等学校卒業。
- 1958年（昭和33年）3月：東京大学経済学部経済学科卒業。
- 1961年（昭和36年）4月：東京大学法学部学士入学。
- 1962年（昭和37年）4月：東京大学大学院社会科学研究科修士課程入学。
- 1962年（昭和37年）10月：司法試験合格。
- 1964年（昭和39年）3月：東京大学大学院法学政治学研究科修士課程修了。

### 職歴
- 1964年（昭和39年）4月：第18期司法修習生。
- 1966年（昭和41年）4月：司法修習修了。東京都立大学法学部講師。
- 1967年（昭和42年）4月：東京都立大学法学部助教授。
- 1976年（昭和51年）4月：東北大学法学部助教授。
- 1977年（昭和52年）4月：東北大学法学部教授。
- 1990年（平成2年）4月：東北大学法学部長・大学院法学研究科長（-1992年3月）。
- 1999年（平成11年）3月：東北大学定年退官。
- 1999年（平成11年）4月：専修大学法学部教授。
- 2001年（平成13年）6月：専修大学法学研究所長（-2003年6月）。
- 2006年（平成18年）3月：専修大学定年退職

#### 学外における役職
日本刑法学会理事、民主主義科学者協会法律部会理事長、日本法社会学会理事等を歴任。「九条科学者の会」呼びかけ人を務めている。

## 親族
息子に東北大学大学院経済学研究科教授の小田中直樹がいる。

## 著書
- 『現代司法の構造と思想』日本評論社　1973
- 『刑事訴訟法の歴史的分析』日本評論社　1976
- 『現代刑事訴訟法論』勁草書房　1977
- 『続・現代司法の構造と思想』日本評論社　1981
- 『誤判救済と再審』日本評論社　1982　日評選書
- 『治安政策と法の展開過程』法律文化社　1982
- 『刑事訴訟と人権の理論』成文堂　1983
- 『刑事訴訟法の史的構造』有斐閣　1986
- 『ゼミナール刑事訴訟法』有斐閣　1987-88　法学教室選書
- 『冤罪はこうして作られる』1993　講談社現代新書
- 『現代司法と刑事訴訟の改革課題』日本評論社　1995
- 『五十年振りの手紙』現代人文社 1999
- 『人身の自由の存在構造』信山社出版　1999
- 『司法改革の思想と論理』信山社出版　2001
- 『希望としての憲法』花伝社 2004
- 『刑事訴訟法の変動と憲法的思考』日本評論社　2006
- 『法と権力 1970年-2005年』現代人文社 2006
- 『誤判救済の課題と再審の理論』日本評論社　2008
- 『裁判員制度を批判する』花伝社 2008

## 共編著
- 『治安と人権』吉川経夫共著　法律文化社　1974　現代の人権双書
- 『刑法改正入門』沼田稲次郎,上条貞夫共編著　労働旬報社　1975　労旬新書
- 『刑事訴訟法 -- 卓上版』大出良知,川崎英明共編著　現代人文社　1998　刑事弁護コンメンタール
- 『地方自治・司法改革』天川晃共著　2001　小学館文庫 日本国憲法・検証 1945-2000資料と論点
- 『構造改革批判と法の視点 規制緩和・司法改革・独占禁止法』丹宗曉信共編　花伝社 2004
- 『日本近現代人名辞典』吉川弘文館、2001年

## 記念論集
- 『民主主義法学・刑事法学の展望 小田中聰樹先生古稀記念論文集』広渡清吾,大出良知,川崎英明, 福島至編　日本評論社,2005